# Marie des Angoisses
Marie des Angoisses è un film del 1935 diretto da Michel Bernheim.

## Trama
Un giovane scudiero si sposa contro la volontà di sua madre. Il giovane ama sua moglie, ma sua madre la incoraggia ad essere infedele. Viene ucciso durante un combattimento. La giovane donna, su consiglio di suo fratello, successivamente, entra in convento.

## Riconoscimenti
Ha avuto un riconoscimento come Miglior film straniero alla 3ª Mostra internazionale d'arte cinematografica di Venezia Marie des angoisses (1935)